# Colectivo (Venezuela)
El término colectivo se refiere a un tipo de organización paramilitar chavista que apoya al gobierno de Venezuela, ligado al Partido Socialista Unido de Venezuela, al Gran Polo Patriótico y a la revolución bolivariana. Los colectivos han dicho que están «dedicados a la promoción de la democracia, de grupos políticos y actividades culturales» en Venezuela y algunos han ayudado en programas sociales en vecindarios. Sin embargo, muchos colectivos también han sido descritos como bandas armadas o grupos paramilitares.
Miembros de colectivos han atacado a protestantes, periodistas, estudiantes, religiosos y a personas sospechosas de ser críticas al gobierno, a veces con la anuencia de fuerzas de seguridad y en algunos casos incluso coordinando abiertamente con ellas.
En 2019, la Asamblea Nacional de Venezuela designó a los colectivos como grupos terroristas por «sus acciones paramilitares de violencia, amedrentamiento, asesinatos y demás delitos», declarando las actuaciones de estos como terrorismo de Estado.

## Origen

Ubicación de colectivos principales en el municipio Libertador de Caracas.

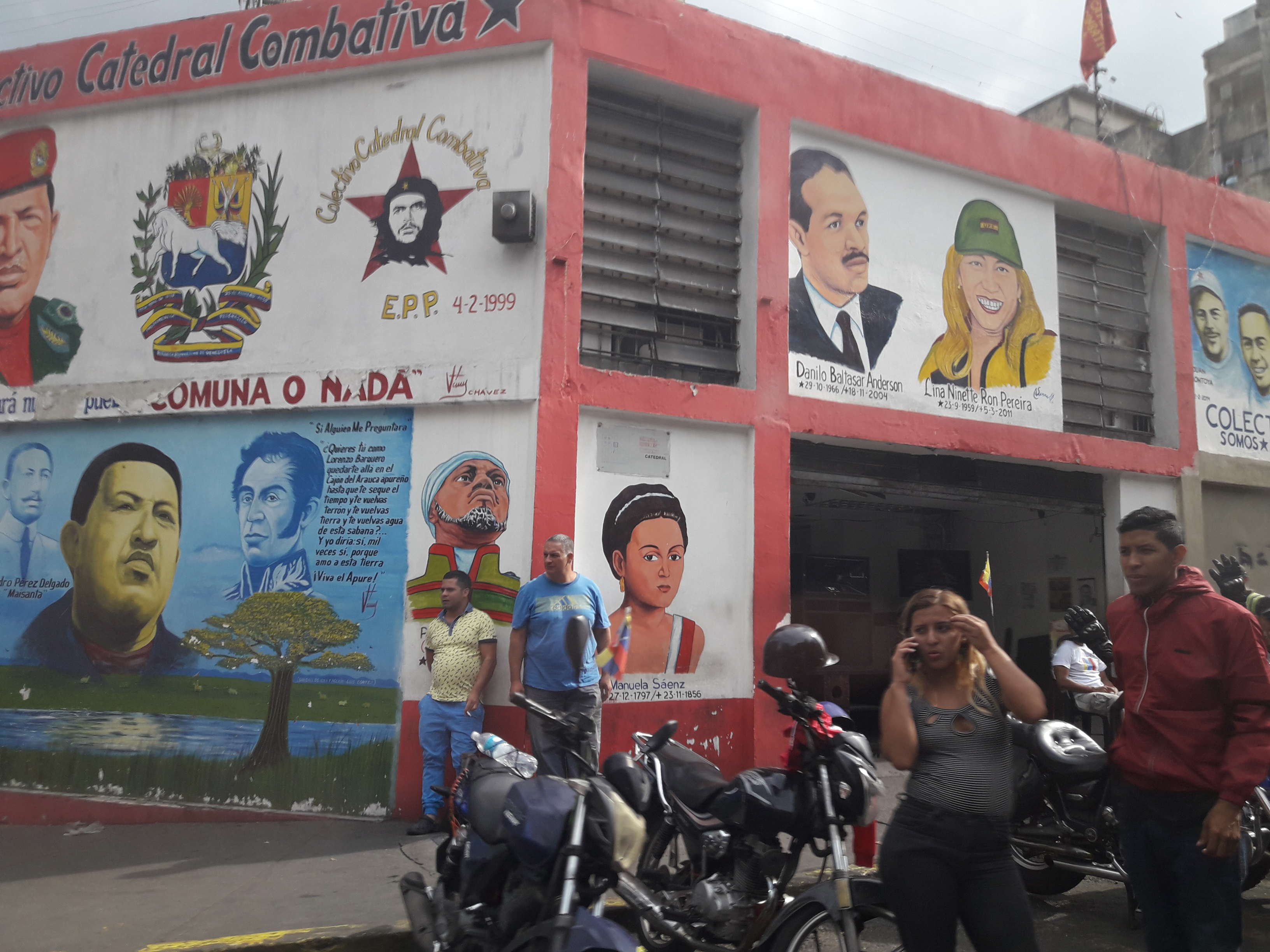
Sede del Colectivo Catedral Combativa en Caracas

Los colectivos surgieron durante la guerrilla urbana en Venezuela en la década de los 60 y resurgieron durante la presidencia de Hugo Chávez, después de que Chávez creara sus organizaciones principales, los círculos bolivarianos. Según Joseph Humire, director del Centro por una Sociedad Libre Segura, los colectivos se basaron en las milicias iraníes Basij, observando que Chávez tuvo reuniones personales con funcionarios iraníes que incluían al comandante de los Basij, el brigadier general Mohammad Reza Nadqi. Chávez encomendó a los colectivos que fueran «el brazo armado de la revolución bolivariana», y el gobierno les ofreció armas, sistemas de comunicación, motocicletas y equipo de vigilancia para ejercer control en las colinas de Caracas, donde se le prohíbe la entrada a la policía. Algunas armas de las que se han alegado que se les ha otorgado a los grupos incluyen fusiles de asalto, subametralladoras y granadas.
El término también se puede referir a una organización comunitaria con cualquier propósito compartido, como un grupo de vecinos que organiza eventos sociales, un grupo que tiene un hobby particular o grupos de militantes que han sido acusados de atacar y asesinar a individuos. Entre los principales grupos de este tipo se encuentran los colectivos populares, artísticos, culturales, de sexo-diversidad, políticos, comunicacionales y de educación popular. Algunos colectivos ayudan con programas educativos después de la escuela, como tareas dirigidas, centros de cuidado infantil, centros de rehabilitación de drogas y programas deportivos, y fomentan la participación en las elecciones yendo de puerta en puerta. De acuerdo a las Naciones Unidas, «los colectivos son organizaciones que se formaron para apoyar a sus comunidades e implementar programas gubernamentales (...) deciden quién recibe asistencia gubernamental y realizan actividades de vigilancia e inteligencia para las autoridades (...) Aunque no todos los colectivos están armados (...) grupos armados han intimidado, amenazado y atacado a personas percibidas como opuestas al Gobierno». Otras organizaciones han descrito a los colectivos como bandas armadas o grupos paramilitares por algunas organizaciones, como Human Rights Watch, que los describen como «bandas armadas que utilizan la violencia con impunidad» y acosan a los opositores políticos del gobierno venezolano.
Los colectivos han sido descritos de estar alineados con la extrema izquierda en Venezuela y de actuar como reforzadores del gobierno, actuando en conjunto con las Fuerzas Armadas de Venezuela y con el partido de gobierno PSUV, recibiendo apoyo del partido. También llevan dinero a los barrios en Venezuela, castigan a los criminales e intimidan a los rivales políticos. Vecindarios con la presencia de colectivos describen que los colectivos a veces controlan altercados, pero atacan a los vecinos con más frecuencia. Algunos colectivos han sido acusados de participar de narcotráfico y de cometer extorsión.
Hay entre 20 y 100 diferentes colectivos en Venezuela, siendo los grupos más destacados los Tupamaros, el Frente Francisco de Miranda, Alexis Vive, La Piedrita y Ciudad Socialista Frente 5 de Marzo. Fermín Mármol León, criminólogo venezolano y autor de Cuatro crímenes cuatro poderes, declaró que «si la revolución pierde la presidencia mañana, los colectivos inmediatamente se convertirán en una guerrilla urbana». Los colectivos han organizado marchas para rechazar estas acusaciones y exigir respeto.

## Gobierno de Hugo Chávez

### Golpe de Estado de 2002
Cuando Chávez fue derrocado brevemente durante el golpe de Estado en Venezuela de 2002, miembros de algunos colectivos ayudaron a organizar manifestaciones en apoyo a Chávez y trabajaron en conjunto con militares para el retorno de Chávez a la presidencia.

### Protestas de 2007
El 8 de noviembre de 2007, una protesta en la Universidad Central de Venezuela resultó en enfrentamiento entre estudiantes y varios encapuchados armados y en varios heridos. Hombres armados en motocicletas se presentaron y dispersaron los estudiantes.

### Atentado de Fedecámaras de 2008
En 2008, los colectivos Alexis Vives y Tupamaro cerraron todos los accesos a la parroquia 23 de Enero hasta la Avenida Morán en Caracas, construyendo barricadas quemando neumáticos y desperdicios e impidiendo tanto la entrada como la salida de la zona tanto del transporte público como de la vía peatonal, protestando para rechazar las investigaciones policiales contra Juan Montoya por el atentado de Fedecámaras de 2008, explotando fuegos artificiales y disparando ráfagas de ametralladora. En la zona se distribuyó un comunicado firmado por una veintena de organizaciones de la parroquia conmemorando a Héctor Serrano y criticando el tratamiento periodístico del hecho. Un comunicado publicado por Alexis Vives y Tupamaro exigía la renuncia del ministro Ramón Rodríguez Chacín, el viceministro de seguridad ciudadana, director de la DISIP y el director del CICPC.

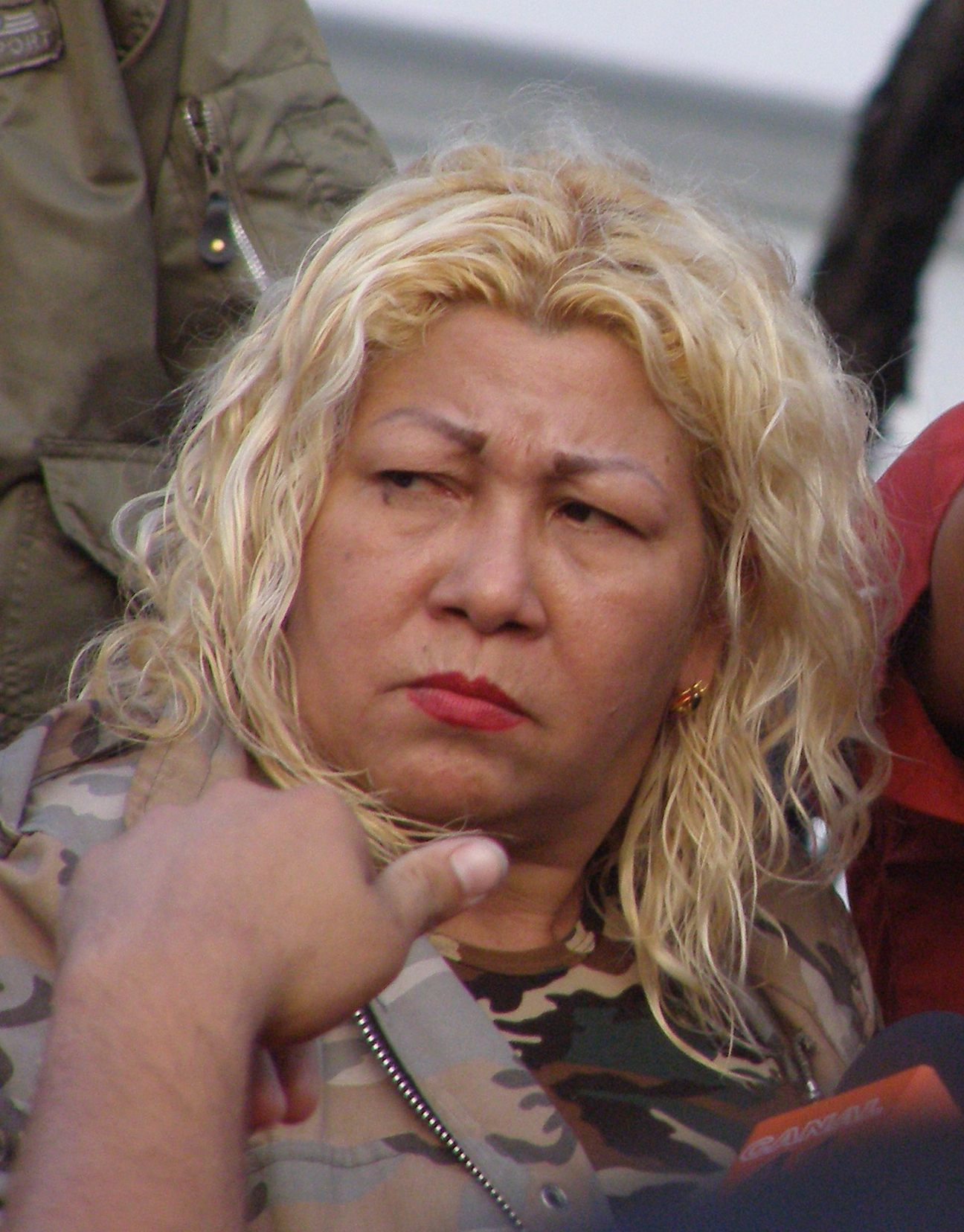
Lina Ron, dirigente oficialista arrestada por el ataque a la sede de Globovisión.

### Ataque contra Globovisión de 2009
El 4 de agosto de 2009, docenas de motorizados con boinas rojas rodearon la entrada de las oficinas de Globovisión y sometieron a los guardias de seguridad, ingresaron a la fuerza a la planta baja del edificio y lanzaron dos bombas lacrimógenas. El presidente Chávez condenó el ataque y la dirigente oficialista Lina Ron fue apresada por dos meses después del incidente.

### Amenaza de muerte a Marcel Granier
En 2009, después de amenazar de muerte al presidente de la empresa 1BC, Marcel Granier, a través de un artículo publicado en el semanario Quinto Día, el presidente Hugo Chávez calificó al líder del colectivo La Piedrita Valentín Santana como un «criminal». A pesar de las órdenes de captura, Santana ha presenciado actos públicos junto a funcionarios de la Guardia del Pueblo y del diputado Robert Serra. En 2012, una comisión del CICPC ingresó al sector Central Cañada de la parroquia 23 de Enero con la intención de dar captura a Santana y de determinar si había armas de guerra, pues anteriormente habían circulado una serie de fotografías que mostraban a menores de edad portando fusiles. A pesar del despliegue de oficiales, Santana no fue encontrado.

### Ataque a la nunciatura apostólica del Vaticano de 2009
Los Colectivos lanzaron bombas lacrimógenas a la nunciatura apostólica del Vaticano en 2009 después de que Hugo Chávez los acusara de intervenir con su gobierno.

### Elecciones presidenciales de 2012
El Grupo Internacional de Crisis sostuvo que los colectivos podían "intimidar a votantes" durante las elecciones presidenciales porque "aseguraban los centros de votación bajo el Plan República".

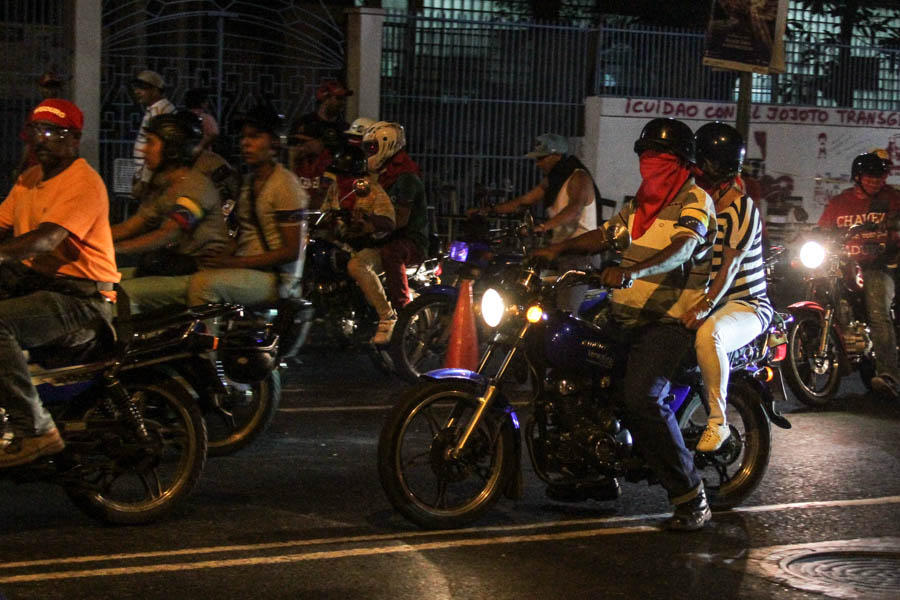
Colectivos recorriendo una autopista de Caracas durante las protestas contra la elección de Nicolás Maduro en 2013.

### Elecciones presidenciales de 2013
Durante las elecciones presidenciales de 2013, Reuters denominó a los colectivos como «un factor clave de la máquina electoral del gobierno» que «ayudaron a influenciar resultados y eran considerados por la oposición como maleantes que intimidan a los rivales». El Centro Carter declaró que durante las elecciones los centros de votación tenían un «ambiente intimidante» cuando «grupos de motorizados asociados con el partido de gobierno» eran visto alrededor de los centros.

## Gobierno de Nicolás Maduro

### Protestas de 2014
Durante las protestas antigubernamentales de 2014, los colectivos actuaron violentamente en contra de manifestantes opositores, generalmente sin impedimentos de las fuerzas de seguridad del Estado. En marzo, grupos armados amenazaron con violar a los residentes de un conjunto residencial sin intervención de la Guardia Nacional. Estudiantes denunciaron que estos grupos armados también impedían a los venezolanos de clase baja protestar contra el gobierno. Más de la mitad de los asesinatos durante las protestas fueron causados por colectivos. Human Rights Watch denunció que "el gobierno de Venezuela toleraba y promovía grupos de civiles armados", de los cuales la organización sostuvo que habían "intimidado a los protestantes e iniciado incidentes violentos".
La Ministra para el Servicio Penitenciario, Iris Varela, describió a los colectivos como el «pilar fundamental de la patria». Aunque el presidente Nicolás Maduro ha agradecido a algunos colectivos por su papel durante las protestas, también se ha distanciado de los grupos armados diciendo que "no tenían lugar en la revolución. El vicepresidente Jorge Arreaza felicitó a los colectivos diciendo que «Si ha habido un comportamiento ejemplar ha sido el de los colectivos y motorizados que están con la revolución bolivariana». El 28 de marzo de 2014 Arreaza prometió que el gobierno desarmaría a todos los grupos armados irregulares en Venezuela.
Un reporte de Human Rights Watch titulado Castigados por protestar describió que las fuerzas de seguridad «repetidamente permitían a los colectivos a atacar a protestantes, periodistas, estudiantes o a personas que creían ser opositoras al gobierno» con la presencia de cuerpos de seguridad «a solo unos metros» de distancia, y que "en algunos casos las fuerzas de seguridad colaboraban abiertamente con los agresores progubernamentales". La ONG también declaró que encontró evidencia sustancial de fuerzas de seguridad uniformadas y bandas progubernamentales atacando a protestantes de lado a lado".
Varias organizaciones expresaron su preocupación por las acciones realizadas por los colectivos. El Parlamento Europeo le pidió al gobierno venezolano «desarmar y disolver inmediatamente los grupos armados progubernamentales incontrolados y poner fin a su impunidad».
El 5 de mayo de 2014, colectivos armados atacaron e incendiaron una gran porción de la Universidad Fermín Toro después de intimidar a protestantes estudiantiles y dispararle a uno.  Los colectivos son financiadas por el gobierno nacional o los gobiernos regionales. Los colectivos dañaron el 40% y saquearon objetos de valor después de allanar los recintos.
El 7 de octubre de 2014 durante un enfrentamiento entre policías y colectivos, a las 10:40 a. m. José Miguel Odreman Dávila líder del colectivo 5 Marzo responsabilizó en Televisión Nacional al entonces ministro del Interior y Justicia Miguel Rodríguez Torres de cualquier atentado en contra su vida. Cabe recordar que los grupos colectivos han apoyado siempre al gobierno y viceversa. Ese mismo día a las 11:50 a. m. Odreman cayó abatido en un enfrentamiento contra la Brigada de Acciones Especiales (BAES) del CICPC, en una operación que dejó un saldo de 6 personas muertas. entre ellos se cuenta a Michael Contreras Bernal (ex policía de pPolicaracas), Jesús Ramírez (ex guardaespaldas de Lucas Rincón Romero), Carmelo Chávez, jefe del colectivo Escudo de la Revolución. José Odremán fue sargento primero de la policía metropolitana de Caracas.

### Ataque a la Universidad de Los Andes
El 2 de marzo de 2015, se reportó que grupos armados en Mérida atacaron la Universidad de Los Andes, supuestamente para intimidar el sitio de protestas, disparando contra estudiantes y personal administrativo, secuestrando a tres estudiantes y robando las pertenencias de los estudiantes.

### Protestas de 2017
Días antes de la Madre de Todas las Marchas, Diosdado Cabello declaró que 60.000 colectivos motorizados y la Milicia Bolivariana se desplegarían en Caracas el 19 de abril «hasta que fuera necesario» para disuadir la «megamarcha» de la oposición, llamándola «terrorista». Durante la marcha dos protestantes, Carlos Moreno y Paola Ramírez, fueron asesinados por miembros de colectivos.
El 11 de mayo de 2017, el senador Marco Rubio discutió con el director de la Agencia Central de Inteligencia Mike Pompeo el papel y las acciones de los colectivos en Venezuela. El 8 de agosto de 2017 el Alto Comisionado de las Naciones Unidas para los Derechos Humanos responsabilizó a grupos armados progubernamentales y a las fuerzas de seguridad de ser responsables de la muerte de al menos 73 manifestantes durante las protestas en Venezuela de 2017. Luis Almagro, secretario general de la Organización de Estados Americanos, se pronunció en contra de los asesinatos, responsabilizando a los colectivos.
Luego del asesinato de Xiomara Scott el 16 de julio de 2017, quien esperaba en cola para firmar en la avenida de Sucre de Catia durante la consulta popular convocada por la Mesa de la Unidad Democrática durante las protestas de 2017, las autoridades informaron que los presuntos responsables eran integrantes del colectivo liderado por Santana. Santana afirmó que la policía científica hostigaba a todos los colectivos de Caracas desde la muerte de Xiomara, pidió a los colectivos reforzar la seguridad y advirtió a los efectivos del CICPC de que Caracas «se prendería en candela» de ser aprehendido.
A comienzos de 2018, miembros de colectivos en el estado Aragua fueron entrevistados en un programa de radio colombiano y explicaron que fueron pagados por el gobierno para impedir violentamente las marchas de la oposición, indicando que algunos de los compañeros habían asesinado a varias personas".

### Ejercicios militares de 2018
Durante ejercicios militares en 2018, colectivos armados tomaron parte de la actividad, portando armas de guerra, subiendo en azoteas, disparando al aire e izando banderas con el conocimiento y aval de las autoridades locales. La alcaldesa Erika Farías, la jefa del Distrito Capital Carolina Cestari, el ministro de cultura Ernesto Villegas, el comandante de la Zona Operativa de Defensa Integral del Distrito Capital y el general de división Fabio Enrique Zavarse, saludaron a Santana durante el acto. Zavarse bromeó con Santana diciéndole «Por favor le mandas el video a Julio Borges de mi parte».

### Operación Gedeón
Colectivos estuvieron involucrados en la Operación Gedeón, para abatir al rebelde Óscar Alberto Pérez, actuaron en conjunto a tropas de gobierno. Un miembro del colectivo 23 de Enero, Heiker Vásquez, murió durante la operación. Bellingcat y Forensic Architecture señalaron que dicha cooperación entre los colectivos y las autoridades demuestra la poca separación entre las entidades.

### Designación como grupos terroristas
En 2019, la Asamblea Nacional de Venezuela designó a los colectivos como terroristas por "sus acciones paramilitares de violencia, amedrentamiento, asesinatos y demás delitos", declarando las actuaciones de estos como terrorismo de Estado.

### Tiroteo de Barquisimeto de 2020
El 29 de febrero de 2020, el presidente de la Asamblea Nacional de Venezuela, Juan Guaidó, movilizó una marcha contra Nicolás Maduro en la parroquia Juan de Villegas, Barquisimeto, estado Lara. Colectivos dispararon contra simpatizantes suyos y contra él, que en ese momento se encontraba en una camioneta, dejando a diez heridos.

### Ataques durante elecciones regionales de 2021
Durante las elecciones regionales de Venezuela de 2021, en el municipio San Francisco, estado Zulia, un joven fue asesinado y otras 2 personas fueron heridas luego de que colectivos armadas a bordo de camionetas blancas dispararan contra el centro de votación Colegio Eduardo Emiro Ferrer. El diputado al consejo legislativo de Zulia, Eduardo Labrador, denunció haber sido agredido por colectivos armados que irrumpieron en el comando de campaña de la Mesa de la Unidad Democrática. En el centro de votación Unidad Educativa Arquidiocesana “Madre Laura” motorizados armados realizaron disparos al aire.

### Ataque contra estudiantes de la ULA de 2022
El 3 de noviembre de 2022, colectivos atacaron y le arrancaron las uñas a cuatro estudiantes de la Universidad de los Andes que protestaban contra la visita a Mérida de Diosdado Cabello, vicepresidente del Partido Socialista Unido de Venezuela (PSUV).

### Protestas de profesores por salarios 2023
En enero un amenazante video realizado por el grupo colectivo motorizado Organización de Motorizados Dependientes del Ejecutivo Regional (OMDER), que preside Dionisio Salinas alias El Manao y algunos otros dirigentes circula por las redes Sin embargo, las amenazas no impide las marchas de los maestros, la profesora Elsa Castillo pidió la observación de la ONU y expresó que no tiene miedo y quien advirtió al régimen venezolano "de lo que sus perros, o mejor dicho, colectivos, puedan hacer contra cualquier ciudadano venezolano". Sus amenazas no nos amedrentan porque “hace rato que el miedo se cambió de acera, está en la acera de los opresores y de quienes violan la Ley”

### Protestas de 2024
El día las elecciones presidenciales de Venezuela de 2024, alrededor de las 8:00 p. m. (HLV), un joven fue herido de gravedad cuando colectivos dispararon contra personas que se encontraban cuidando un centro de votación en el municipio Guásimos del estado Táchira. En otro suceso en la escuela John Kennedy, ubicada en Palmira, según testigos, presuntos colectivos chavistas llegaron en una camioneta blanca abriendo fuego contra un opositor, quien falleció. Se reportó otro incidente en el municipio de Bolívar, cerca de Cúcuta, donde una persona resultó herida por arma de fuego mientras esperaba los resultados; la víctima, Jesús Libardo Nieto, se encontraba a las afueras de su centro de votación cuando fue atacado.
Después de la elección, Nicolás Maduro recurrió a colectivos para asistir a los organismos de seguridad del Estado en la represión contra los manifestantes.Entre el 28 de julio y el 4 de agosto de 2024 se produjeron al menos 23 asesinatos. De acuerdo con el Monitor de Víctimas de Runrunes, al menos 6 de los asesinatos fueron cometidos por colectivos, 8 por militares y 2 por la policía. Uno de los asesinatos tuvo responsabilidad mixta, entre los colectivos y la policía.